# Nati nel 1540

## Gennaio(5)
- 12 gennaio - Honjō Shigenaga, militare giapponese († 1614)
- 18 gennaio - Caterina di Guimarães, principessa portoghese († 1614)
- 24 gennaio - Edmund Campion, presbitero e gesuita inglese († 1581)
- 28 gennaio - Ludolph van Ceulen, matematico e schermidore tedesco († 1610)
- 28 gennaio - Nicolò Donà, doge († 1618)

## Febbraio(2)
- 23 febbraio - Edvige di Brandeburgo, nobile tedesco († 1602)
- 25 febbraio - Henry Howard, I conte di Northampton, nobile britannico († 1614)

## Marzo(1)
- 19 marzo - Annibale Guasco, poeta italiano († 1619)

## Aprile(2)
- 3 aprile - Maria di Cosimo I de' Medici, nobile italiana († 1557)
- 8 aprile - Toyotomi Hidenaga, militare giapponese († 1591)

## Maggio(7)
- 3 maggio - Pirro II Gonzaga, condottiero italiano († 1592)
- 13 maggio - Pietro Giacomo Borbone, arcivescovo cattolico italiano († 1575)
- 14 maggio - Paolo Paruta, storico, politico e diplomatico italiano († 1598)
- 14 maggio - Bartolomeo Sculteto, giudice, matematico e astronomo tedesco († 1614)
- 16 maggio - Pasquale Baylón, religioso e mistico spagnolo († 1592)
- 20 maggio - Gasparo da Salò, liutaio e contrabbassista italiano († 1609)
- 22 maggio - Giacomo Stuart, principe scozzese († 1541)

## Giugno(5)
- 3 giugno - Carlo II d'Austria, nobile († 1590)
- 9 giugno - Shima Sakon, militare giapponese († 1600)
- 11 giugno - Barnabe Googe, poeta inglese († 1594)
- 29 giugno - Ana de Mendoza, nobile spagnola († 1592)
- 30 giugno - Elisabetta di Wittelsbach-Simmern, tedesca († 1594)

## Luglio(3)
- 7 luglio - Giovanni II d'Ungheria, nobile ungherese († 1571)
- 16 luglio - Alfonso Carafa, cardinale e arcivescovo cattolico italiano († 1565)
- 31 luglio - Francesco II di Nevers, nobile e militare francese († 1562)

## Agosto(4)
- 5 agosto - Giuseppe Giusto Scaligero, storico, scrittore e umanista francese († 1609)
- 25 agosto - Catherine Grey, nobile britannica († 1568)
- 26 agosto - Magnus di Livonia, principe danese († 1583)
- 29 agosto - Elisabetta di Brandeburgo-Küstrin, principessa tedesca († 1578)

## Settembre(3)
- 9 settembre - Giovanni VII di Oldenburg, nobile tedesco († 1603)
- 26 settembre - Filippo Sassetti, mercante, linguista e viaggiatore italiano († 1588)
- 27 settembre - Ostilio Ricci, matematico italiano († 1603)

## Ottobre(1)
- 20 ottobre - Alfonso Gesualdo, cardinale e arcivescovo cattolico italiano († 1603)

## Novembre(3)
- 14 novembre - Girolamo Bernerio, cardinale italiano († 1611)
- 16 novembre - Cecilia Vasa, principessa svedese († 1627)
- 29 novembre - Ippolito Pico della Mirandola, nobile e militare italiano († 1569)

## Dicembre(3)
- 8 dicembre - Gian Vincenzo Gonzaga, cardinale italiano († 1591)
- 13 dicembre - François Viète, matematico e politico francese († 1603)
- 31 dicembre - Silvio Antoniano, cardinale, pedagogista e saggista italiano († 1603)

## Senza giorno specificato(84)
- Robert Adams, architetto e incisore inglese († 1595)
- Ralph Agas, cartografo e disegnatore inglese († 1621)
- Akechi Mitsutada, militare giapponese († 1582)
- Tommaso Aldobrandini, umanista italiano († 1572)
- Amago Yoshihisa, militare giapponese († 1610)
- Francisco Andrada de Paiva, scrittore portoghese († 1614)
- Andrea di Mariotto del Minga, pittore italiano († 1596)
- Giovanni Maria Artusi, compositore e teorico musicale italiano († 1613)
- Margaret Audley, duchessa di Norfolk, nobildonna inglese († 1564)
- Bakshi Banu Begum, principessa indiana († 1596)
- Giovanni Maria Baldassini, pittore italiano († 1601)
- Giulio Cesare Barbetta, liutista e compositore italiano († 1603)
- Scipione Bargagli, letterato italiano († 1612)
- Teodoro Belleo, medico italiano († 1600)
- Lorenzo Bolano, filosofo, medico e archeologo italiano
- Diomede Borghesi, letterato italiano († 1598)
- Pierre de Bourdeille, storico e biografo francese († 1614)
- Pierre Busée, teologo olandese († 1587)
- Patrizio Cajesi, pittore italiano († 1612)
- Annibale Cappello, presbitero italiano († 1587)
- Luigi Carboni, pittore italiano († 1600)
- Mario Cartaro, incisore italiano († 1620)
- Pietro Leone Casella, antiquario, poeta e storico italiano († 1620)
- Frans van de Casteele, pittore e miniaturista fiammingo († 1621)
- Girolamo Cattaneo, architetto e ingegnere italiano († 1584)
- Margaret Clifford, contessa britannica († 1596)
- Gilles de Courtanvaux de Souvré, militare francese († 1626)
- Jan Woutersz van Cuyck, pittore olandese († 1572)
- Agostino Doria, doge († 1607)
- Giovanni Dragoni, compositore italiano († 1598)
- Thomas Egerton, avvocato britannico († 1617)
- Bernardino Facciotto, architetto italiano († 1598)
- Annibale Fontana, scultore, orafo e incisore italiano († 1587)
- Giovanni Fontana, architetto e ingegnere svizzero († 1614)
- Hieronymus Francken I, pittore e disegnatore fiammingo († 1610)
- Françoise Babou de La Bourdaisière, nobildonna francese († 1592)
- Federico Gonzaga, cardinale e vescovo cattolico italiano († 1565)
- Pierre Grégoire, giurista, filosofo e enciclopedista francese († 1597)
- Enrique de Guzmán, politico e nobile spagnolo († 1607)
- George Hastings, IV conte di Huntingdon, nobile e politico inglese († 1604)
- Hans Ruprecht Hoffmann, scultore tedesco († 1616)
- Agnes Keith, nobile scozzese († 1588)
- Kiso Yoshimasa, militare giapponese († 1595)
- Bartholomäus Krüger, poeta tedesco († 1597)
- Antonio Lo Frasso, scrittore e militare spagnolo († 1600)
- Agostino II Lodron, nobile italiano († 1570)
- Ippolito Malaspina, nobile italiano († 1625)
- Bernardino de Mendoza, militare, diplomatico e scrittore spagnolo († 1604)
- Georgette de Montenay, scrittrice francese († 1581)
- Alberto Naselli, attore teatrale e commediografo italiano († 1584)
- Sforza degli Oddi, drammaturgo e giurista italiano († 1611)
- Léonor d'Orléans-Longueville, nobile francese († 1573)
- Bernardino Passeri, incisore, pittore e disegnatore italiano († 1588)
- Pedro de Zubiaur, militare e ammiraglio spagnolo († 1605)
- Nunzio Pelliccia, avvocato e giurista italiano († 1608)
- Luís Pereira Brandão, poeta portoghese († 1590)
- Giovan Battista Pignatelli, cavaliere italiano († 1600)
- Agostinho Pimenta, poeta portoghese († 1619)
- Giovan Leonardo Primavera, poeta e compositore italiano
- Antonio Pérez, politico spagnolo († 1611)
- Michal Rahoza, arcivescovo cattolico bielorusso († 1599)
- Giulio Rossino, arcivescovo cattolico italiano († 1616)
- Giovanni Battista Sacchetti, banchiere e mercante italiano († 1620)
- Bernardino II di Savoia-Racconigi, marchese († 1605)
- Lucio Scarano, filosofo, letterato e latinista italiano
- Sedefkar Mehmed Agha, architetto ottomano († 1617)
- Serafino da Montegranaro, francescano italiano († 1604)
- Francesco Serdonati, grammatico e umanista italiano
- Jean de Serres, teologo e storico francese († 1598)
- Margaret Seymour, nobile e scrittrice inglese
- Shiba Yoshikane, militare giapponese († 1600)
- Nicolò Stizzìa, vescovo cattolico, teologo e giurista italiano († 1595)
- Alessandro Striggio, compositore italiano († 1592)
- Federico Sustris, architetto e pittore italiano († 1599)
- Torii Suneemon, militare giapponese († 1575)
- Guarnero Trotti, vescovo cattolico italiano († 1584)
- Stefano Tuccio, gesuita, teologo e drammaturgo italiano († 1597)
- Lorenzo Vaiani, pittore italiano († 1598)
- Brunoro II Zampeschi, condottiero italiano († 1578)
- Louis de Béranger du Guast, francese († 1575)
- Antonio de Espejo, imprenditore e esploratore spagnolo († 1585)
- Jean de La Taille, poeta e drammaturgo francese († 1607)
- Juan Martínez de Recalde, ammiraglio spagnolo († 1588)
- Fernão Álvares do Oriente, poeta portoghese († 1595)